# Премия AVN лесбийской исполнительнице года
Премия AVN лесбийской исполнительнице года  (англ. AVN Award for Girl/Girl Specialty Performer of the Year, до сентября 2021 года — All-Girl Performer of the Year, до августа 2022 года — Lesbian Performer of the Year) — награда в области порноиндустрии, вручавшаяся компанией AVN в конце января в Лас-Вегасе, штат Невада на церемонии AVN Awards. Была учреждена в 2014 году и вручалась лучшей лесбийской исполнительнице.
Последней на январь 2024 года обладательницей данной награды является Амира Адара.

## Лауреаты и номинанты

### 2010-е годы
| Церемония/Год | Фото лауреата | Лауреат              | Номинанты |
| ------------- | ------------- | -------------------- | --- |
| 31-я (2014)   |               | Шайла Дженнингс (I)  | Анджела Соммерс Жюстин Джоли Лейла Роуз Лили Кейд Малена Морган Рэйвен Рокетт Селеста Стар Синн Сэйдж Соверен Сайр Спенсер Скотт Сэмми Роудс Тейлор Виксен Эль Александра Prinzzess        |
| 32-я (2015)   |               | Синн Сэйдж           | Анджела Соммерс Ванесса Веракрус Джейден Коул Кэсси Лейн Лилли Эванс Райан Райанс Рэйвен Рокетт Саша Харт Селеста Стар Шайла Дженнингс Эбигейл Мэк Элексис Монро Эль Александра Prinzzess  |
| 33-я (2016)   |               | Шайла Дженнингс (II) | Анджела Соммерс Ванесса Веракрус Джейден Коул Дженна Сатива Кенна Джеймс Лили Кейд Минди Минк Райан Райанс Рэйвен Рокетт Саша Харт Таня Тейт Тара Морган Эль Александра Prinzzess          |
| 34-я (2017)   |               | Дженна Сатива (I)    | Айден Эшли Ванесса Веракрус Вэл Доддс Дарси Дольче Джейден Коул Елена Йенсен Кенна Джеймс Лили Кейд Райан Райанс Селеста Стар Таня Тейт Шайла Дженнингс Шарлотта Стокли Prinzzess          |
| 35-я (2018)   |               | Дженна Сатива (II)   | Айден Эшли Ванесса Веракрус Вэл Доддс Дарси Дольче Джейден Коул Джорджия Джонс Карли Монтана Минди Минк Райан Райанс Серена Блэр Таня Тейт Шайла Дженнингс Шарлотта Стокли Prinzzess       |
| 36-я (2019)   |               | Шарлотта Стокли (I)  | Айви Джонс Аюми Аниме Вэл Доддс Дарси Дольче Джейден Коул Дженна Сатива Джорджия Джонс Кендра Джеймс Милана Мэй Минди Минк Сабина Руж Серена Блэр Скарлетт Сэйдж Шайла Дженнингс Prinzzess |

### 2020-е годы
| Церемония/Год | Фото лауреата | Лауреат               | Номинанты |
| ------------- | ------------- | --------------------- | --- |
| 37-я (2020)   |               | Шарлотта Стокли (II)  | Дарси Дольче Джейд Бейкер Джейден Коул Дженна Сатива Джорджия Джонс Картер Круз Милана Риччи Молли Стюарт Сабина Руж Серена Блэр Серена Сайрен Скарлетт Сэйдж Шайла Дженнингс Prinzzess |
| 38-я (2021)   |               | Шарлотта Стокли (III) | Дарси Дольче Джейд Бейкер Джейден Коул Кендра Джеймс Милана Риччи Молли Стюарт Мэри Муди Сабина Руж Серена Блэр Серена Сайрен Скарлетт Сэйдж Шайла Дженнингс Эшли Джульет Prinzzess     |
| 39-я (2022)   |               | Серена Сайрен         | Блу Эйнджел Джейд Бейкер Джейден Коул Ева Лонг Ив Свит Карли Грей Кендра Джеймс Лина Андерсон Милана Риччи Мэди Медоуз Сабина Руж Скарлетт Сэйдж Шарлотта Стокли Эйслин                 |
| 40-я (2023)   |               | Аидра Фокс            | Алисса Фокси Ариэль Икс Ария Тейлор Джейден Коул Дженна Сатива Джилл Кэссиди Ева Лонг Кендра Джеймс Милана Риччи Мэди Медоуз Сабина Руж Серена Сайрен Хейли Сандерс Шарлотта Стокли     |
| 41-я (2024)   |               | Амира Адара           | Алисса Фокси Лилли Белла Нэнси Эй Райана Серена Сайрен Синн Сэйдж Хейли Рид Шина Шоу Элли Луна                                                                                          |